# Golfo de Cambaia

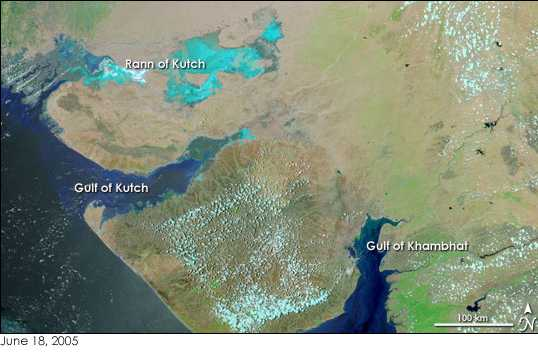
Vista do golfo de Cambaia (à direita). Imagem: NASA Earth Observatory.

O golfo de Cambaia é uma reentrância do mar Arábico na costa ocidental da Índia, no estado do Guzerate. Com cerca de 128 km de extensão, divide a península de Kathiawar, a oeste, da parte oriental do Guzerate, a leste. É conhecido por suas marés extremas, que variam em altura e correm com grande velocidade. A cidade de Cambaia está situada em sua extremidade setentrional. Os territórios de Damão e Diu ficam situados à entrada do golfo, respetivamente nas costas sul e norte.
Neste golfo desagua o rio Narmada.